# فرناند شوفالييه
فرناند شوفالييه (بالفرنسية: Fernand Chevalier)‏ هو سياسي فرنسي، ولد في 8 ديسمبر 1898، وتوفي في 9 مايو 1980. حزبياً، نشط في Republican Party of Liberty ‏. وقد انتخب نائب فرنسي.